# Буди-Ґарлінські
Буди-Ґарлінські (пол. Budy Garlińskie) — село в Польщі, у гміні Шидлово Млавського повіту Мазовецького воєводства.
Населення — 49 осіб (2011).

## Демографія
Демографічна структура станом на 31 березня 2011 року:
|          | Загалом | Допрацездатний вік | Працездатний вік | Постпрацездатний вік |
| -------- | ------- | ------------------ | ---------------- | -------------------- |
| Чоловіки | 22      | 2                  | 12               | 8                    |
| Жінки    | 27      | 8                  | 12               | 7                    |
| Разом    | 49      | 10                 | 24               | 15                   |